# Светско клупско првенство у фудбалу 2025.
Светско клупско првенство у фудбалу 2025. године, такође познато као ФИФА Светско клупско првенство 25, било је 21. издање и прво у оквиру проширеног ФИФА Светског клупског првенства, међународног клупског фудбалског такмичења које организује ФИФА.  Турнир је одржан у Сједињеним Државама од 14. јуна до 13. јула 2025. године. Састојало се од 32 тима у проширеном формату који укључује континенталне шампионе из протекле четири године и друге квалификоване тимове. Челси је постао светски шампион по други пут након што је у финалу победио Пари Сен Жермен резултатом 3:0.
Проширени формат турнира је објављен у марту 2019. године, а првобитно је било планирано да га Кина одржи 2021. године, до одлагања због пандемије ковида 19. ФИФА је одобрила расподелу места између конфедерација у фебруару 2023. године и четири месеца касније прогласила Сједињене Америчке Државе за земљу домаћина. ФИФА Интерконтинентални куп је основан као годишњи турнир користећи веома сличну верзију старог формата.

## Позадина и формат
Од повратка са паузе 2005. године, Светско клупско првенство у фудбалу одржавало се сваке године у децембру и било је ограничено на победнике континенталних клупских такмичења. Већ крајем 2016. године, председник ФИФА-е Ђани Инфантино је предложио проширење Светског клупског првенства на 32 тима почев од 2019. године и његово померање на јун/јул како би било уравнотеженије и атрактивније за емитере и спонзоре. Крајем 2017. године, ФИФА је разматрала предлоге да се такмичење прошири на 24 тима и да се игра сваке четири године почев од 2021. године, замењујући Купу конфедерација. Проширени формат и распоред Светског клупског првенства, које ће се играти у јуну и јулу 2021. године, потврђен је на састанку Савета ФИФА у марту 2019. године у Мајамију. Кина је именована за домаћина у октобру 2019. године,  али је догађај 2021. отказан због пандемије ковида 19.
ФИФА је 23. јуна 2023. године потврдила да ће Сједињене Државе бити домаћин турнира 2025. године као претечу Светског првенства у фудбалу 2026. године. 32 тима биће подељена у осам група од по четири тима, а два најбоље екипе из сваке групе ће се квалификовати у нокаут фазу. Формат ће бити исти као онај који се користио на Светском првенству у фудбалу између 1998. и 2022. године, са изузетком плеј-офа за треће место.
У јануару 2024. године објављено је да ће се турнир углавном одржати на источној обали како би био ближи европским емитерима и гледаоцима, а истовремено би се избегли сукоби са Златним купом КОНКАКАФ-а 2025. године, који ће се такође одржати првенствено у Сједињеним Државама отприлике у исто време, али углавном у западном делу земље.

## Тимови
Следећи тимови су се квалификовали за турнир:    
| Организација | Тим(ови)           | Квалификација                                                                     |
| ------------ | ------------------ | --------------------------------------------------------------------------------- |
| АФК          | Ел Хилал           | Освајач азијске лиге шампиона 2021.                                               |
| АФК          | Урава ред дајмондс | Освајач азијске лиге шампиона 2022.                                               |
| АФК          | Ел Аин             | Освајач азијске лиге шампиона 2023.                                               |
| АФК          | Улсан ХД           | Најбоље рангирани тим који испуњава услове у четворогодишњој АФК ранг листи       |
| КАФ          | Ал Ахли            | Освајач афричке лиге шампиона 2021.                                               |
| КАФ          | Видад              | Освајач афричке лиге шампиона 2022.                                               |
| КАФ          | Есперанс           | Најбоље рангирани тим који испуњава услове у четворогодишњој ранг-листи КАФ-а     |
| КАФ          | Мамелоди Сандаунс  | Други најбоље рангирани квалификовани тим у четворогодишњој ранг-листи КАФ-а      |
| КОНКАКАФ     | Монтереј           | Освајач КОНКАКАФ лиге шампиона 2021.                                              |
| КОНКАКАФ     | Сијетл саундерси   | Освајач КОНКАКАФ лиге шампиона 2022.                                              |
| КОНКАКАФ     | Пачука             | Победник Купа шампиона КОНКАКАФ 2024.                                             |
| КОНКАКАФ     | Лос Анђелес        | Победник плеј-ин утакмице                                                         |
| КОНМЕБОЛ     | Палмеирас          | Освајач Купа Либертадорес 2021.                                                   |
| КОНМЕБОЛ     | Фламенго           | Освајач Купа Либертадорес 2022.                                                   |
| КОНМЕБОЛ     | Флуминенсе         | Освајач Купа Либертадорес 2023.                                                   |
| КОНМЕБОЛ     | Ботафого           | Освајач Купа Либертадорес 2024.                                                   |
| КОНМЕБОЛ     | Ривер Плејт        | Најбоље рангирани тим који испуњава услове на КОНМЕБОЛ четворогодишњој ранг листи |
| КОНМЕБОЛ     | Бока јуниорс       | Други најбоље рангирани квалификовани тим на КОНМЕБОЛ четворогодишњој ранг листи  |
| ОФК          | Окленд Сити        | Најбољи победници ОФК Лиге шампиона у ОФК четворогодишњој ранг листи              |
| УЕФА         | Челси              | Освајач УЕФА Лиге шампиона 2020/21.                                               |
| УЕФА         | Реал Мадрид        | Освајач УЕФА Лиге шампиона 2021/22.                                               |
| УЕФА         | Манчестер сити     | Освајач УЕФА Лиге шампиона 2022/23.                                               |
| УЕФА         | Бајерн Минхен      | Најбоље рангирани тим који испуњава услове на УЕФА четворогодишњој ранг листи     |
| УЕФА         | Пари Сен Жермен    | Други најбоље рангирани квалификовани тим на УЕФА четворогодишњој ранг листи      |
| УЕФА         | Интер Милано       | Четврти најбоље рангирани квалификовани тим на УЕФА четворогодишњој ранг листи    |
| УЕФА         | Порто              | Пети најбоље рангирани квалификовани тим на УЕФА четворогодишњој ранг листи       |
| УЕФА         | Бенфика            | Седми најбоље рангирани квалификовани тим на УЕФА четворогодишњој ранг листи      |
| УЕФА         | Борусија Дортмунд  | Трећи најбоље рангирани квалификовани тим на УЕФА четворогодишњој ранг листи      |
| УЕФА         | Јувентус           | Осми најбоље рангирани квалификовани тим на УЕФА четворогодишњој ранг листи       |
| УЕФА         | Атлетико Мадрид    | Шести најбоље рангирани квалификовани тим на УЕФА четворогодишњој ранг листи      |
| УЕФА         | Ред бул Салцбург   | Девети најбоље рангирани квалификовани тим на УЕФА четворогодишњој ранг листи     |
| Домаћин      | Интер Мајами       | Победници МЛС-овог штита навијача 2024.                                           |